# Vamos a soñar con el amor
Vamos a soñar con el amor es una película argentina estrenada el 22 de abril de 1971 bajo la dirección de Enrique Carreras y filmada en Buenos Aires. 

## Argumento
Niní Marshall encarna a una mujer hincha del club de fútbol River Plate, quien comparte su pasión con su íntima amiga, Susana Campos. Las dos abandonan sus quehaceres domésticos para irse a la cancha todos los domingos y los dejan a cargo de la empleada doméstica Mabel Manzotti, quien aprovecha esta oportunidad para infiltrar a su novio, Mario Sapag, con quien se divierte tomando whisky y bailando a-go-gó. 
Por otro lado están los maridos, encarnados por Alfredo Barbieri y Enzo Viena, hinchas del Boca Juniors, quienes también aprovechan la ausencia de sus mujeres para ir de jarana con su amigo, el picaflor Tono Andreu, quien encarna al típico representante artístico chanta que engaña a Elio Roca, un pobre cantante de temas románticos. Lleva a todos a recorrer la noche porteña donde conocen a bellas y exóticas mujeres, entre ellas Ana María Montero. 
Por último está Marcia Bell, quien se enamora del cantante que se cree que va a triunfar, pero sus padres, interpretados por Tino Pascali y Menchu Quesada, se oponen a pesar de que ella se las arregla para escaparse. 
El enredo concluye cuando Niní Marshall y Susana Campos se enteran de las travesuras que realizaba Mabel Manzotti con su novio. Ella, despechada, contó todo lo que hacían sus maridos y les pescaron infraganti bailando y tomando whisky con la bella y erótica bailarina Ana María Montero.

## Reparto
| - Niní Marshall - Susana Campos - Alfredo Barbieri - Enzo Viena - Elio Roca - Tono Andreu - Mabel Manzotti - Mario Sapag - José María Muñoz | - Ana María Montero - Marcia Bell - Menchu Quesada - Tino Pascalli |